# پل اشلوتر
پل اشلوتر (انگلیسی: Poul Schlüter؛ زادهٔ ۳ آوریل ۱۹۲۹ – درگذشتهٔ ۲۷ مه ۲۰۲۱) یک سیاست‌مدار اهل دانمارک بود.
پل اشلوتر در ۲۷ مه ۲۰۲۱، در سن ۹۲ سالگی درگذشت.